# الخرائب، حماة
الخرائب (به عربی: الخرائب) یک روستا در سوریه است که در ناحیه سلحب واقع شده‌است. الخرائب ۲۴۱ نفر جمعیت دارد.